# Popudinské Močidľany
Popudinské Močidľany ist eine Gemeinde im Westen der Slowakei mit 990 Einwohnern (Stand 31. Dezember 2024), die zum Okres Skalica, einem Kreis des Trnavský kraj, gehört und in der traditionellen Landschaft Záhorie liegt.

## Geographie
Die Gemeinde befindet sich am Nordrand des Hügellandes Chvojnická pahorkatina beiderseits des Flüsschens Chvojnica, unweit von der tschechischen Grenze gelegen. Das Ortszentrum liegt auf einer Höhe von 190 m n.m. und ist neun Kilometer von Skalica sowie 19 Kilometer von Senica entfernt.
Nachbargemeinden sind Prietržka im Norden, Mokrý Háj im Nordosten, Radošovce im Osten, Dubovce im Südosten, Radimov im Süden, kurz Holíč im Westen und Trnovec im Nordwesten.

## Geschichte

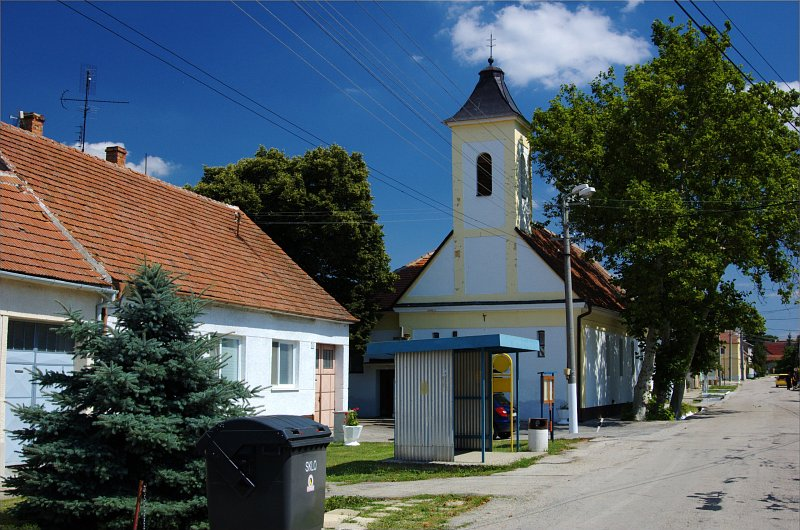
Kirche im Ortsteil Močidľany

Die heutige Gemeinde entstand 1958 durch Zusammenschluss der Orte Popudiny (deutsch: Poppodin) und Močidľany (deutsch: Motschidlen).
Popudiny wurde zum ersten Mal 1392 als Popudym schriftlich erwähnt und lag im Herrschaftsgut der Burg Branč, später war es Besitz von Schoßberg und Weißkirchen. Im 17. Jahrhundert ließen sich die als Keramiker bekannten Habaner im Ort nieder. Von 1730 bis 1773 gehörte das Dorf den Jesuiten, danach bis zur Abschaffung der Leibeigenschaft den Habsburgern. 1828 zählte man 52 Häuser und 448 Einwohner. Historische ungarische Namen sind Popudin bis 1892, danach Szentistvánfalu bzw. nach 1907 Szentistvánfalva.
Die erste schriftliche Erwähnung von Močidľany stammt ebenfalls aus dem Jahr 1392 und zwar als Mochilan. Die Besitzverhältnisse waren gleich wie bei Popudiny. 1828 zählte man 64 Häuser und 520 Einwohner, die von Landwirtschaft und Viehhaltung lebten. Historische ungarische Namen sind Mocsidlan bis 1892, danach Coborfalu bzw. nach 1907 Coborfalva.
Bis 1918 gehörten die im Komitat Neutra liegende Orte zum Königreich Ungarn und kamen danach zur Tschechoslowakei beziehungsweise heute Slowakei.

## Bevölkerung
| Jahr                | 1994 | 2004    | 2014    | 2024    |
| ------------------- | ---- | ------- | ------- | ------- |
| Anzahl der Personen | 829  | 908     | 921     | 990     |
| Unterschied         |      | +9,52 % | +1,43 % | +7,49 % |

| Jahr                | 2023 | 2024    |
| ------------------- | ---- | ------- |
| Anzahl der Personen | 979  | 990     |
| Unterschied         |      | +1,12 % |

Nach der Volkszählung 2011 wohnten in Popudinské Močidľany 917 Einwohner, davon 898 Slowaken, vier Tschechen und jeweils ein Magyare sowie Pole; ein Einwohner gab eine andere Ethnie an. 12 Einwohner machten diesbezüglich keine Angabe. 802 Einwohner bekannten sich zur römisch-katholischen Kirche, 26 Einwohner zur evangelischen Kirche A. B., jeweils zwei Einwohner zu den Zeugen Jehovas sowie zur evangelisch-methodistischen Kirche und jeweils ein Einwohner zur Brüderkirche und zur griechisch-katholischen Kirche. 42 Einwohner waren konfessionslos und bei 41 Einwohnern wurde die Konfession nicht ermittelt.

## Bauwerke
- römisch-katholische Simon-und-Judas-Kirche in Močidľany aus dem Jahr 1802
- römisch-katholische Stephanskirche in Popudiny aus dem Jahr 1831